# Cumpăna
Cumpăna is een Roemeense gemeente in het district Constanța.
Cumpăna telt 10588 inwoners.